# Labrossyta nigriceps
Labrossyta nigriceps là một loài tò vò trong họ Ichneumonidae.